# Yves-Thibault de Silguy
Yves-Thibault de Silguy (nacido en Rennes, Francia, en 1949) es un político francés que fue miembro de la Comisión Europea entre 1985 y 1999.

## Biografía
Nació el 22 de julio de 1948 en la ciudad de Rennes, población situada en la región de Bretaña. Estudió derecho en la Universidad de Rennes, ampliando posteriormente sus estudios en el Instituto de Estudios Políticos de París y en la Escuela Nacional de Administración.

## Actividad profesional
En 1976 entra a formar parte del Ministerio de Asuntos Exteriores de Francia, y en 1981 entra a trabajar en la Comisión Europea como consejero del comisario François-Xavier Ortoli, cargo que mantendrá hasta finales de 1984. Fue nombrado consejero económico entre 1985 y 1988 de la embajada de Francia en los Estados Unidos de América y del primer ministro de Francia, Jacques Chirac. En 1988 es nombrado director general de Asuntos Internacionales del grupo siderúrgico Usinor.

## Actividad política
Miembro del Partido Socialista de Francia, fue nominado para ser miembro de la Comisión Santer a propuesta del primer ministro Édouard Balladur. Fue nombrado Comisario Europeo de Asuntos Económicos y Monetarios.
- Datos: Q509124
- Multimedia: Yves-Thibault de Silguy / Q509124